# Agapetes listeri
Agapetes listeri är en ljungväxtart som först beskrevs av George King och C. B. Cl., och fick sitt nu gällande namn av Hermann Sleumer. Agapetes listeri ingår i släktet Agapetes och familjen ljungväxter. Inga underarter finns listade i Catalogue of Life.